# 1 E11 s
Za primerjavo različnih redov velikosti za različna časovna obdobja je na tej strani nekaj dogodkov, ki trajajo med 1011 in 1012 sekundami (3.200 in 32.000 leti).
- krajši časi
- 3.760 let -- čas od iznajdbe abecedne pisave.
- 3.800 let -- čas od konca bronaste dobe in začetka železne dobe.
- 4.500 let -- čas od udomačitve konja na Kitajskem.
- 5.000 let -- čas od igranja najstarejše znane različice backgammona v Mezopotamiji.
- 5.300 let -- čas od sumerske iznajdbe klinopisne pisave.
- 5.400 let -- čas od konca neolitika in začetka bronaste dobe.
- 5.715 let -- razpolovna doba ogljika-14
- 7.370 let -- razpolovna doba americija-243
- 8.500 let -- razpolovna doba kirija-245
- 10.000 let -- čas od ustanovitve Jeriha
- 10.000 let -- čas od konca pleistocena
- 10.000 let -- čas od začetka holocena
- 10.000 let -- življenjska doba povprečne planetarne meglice
- 12.000 let -- čas od začetka neolitika
- 12.000 let -- čas od izginotja kopnega ledu na Danskem in južnem  Švedskem
- 20.300 let -- razpolovna doba niobija-94
- 24.110 let -- razpolovna doba plutonija-239
- daljši časi